# Bragernes
Bragernes er et sogn og bydel i Drammen (Buskerud) i Norge med ca. 9.500 indbyggere (2002). Sognet består af området som ligger på nordsiden af Drammenselven og går fra Kjøsterud til Strøtvet. I 1964 blev Bragernes sogn, som før lå i Lier, sammenslået med Skoger kommune til Drammen kommune.
Bragernes prestegjeld har et prestesogn; Bragernes prestesogn med Bragernes kirke.
Bragernes blev etableret som et ladested som en handelsplads underlagt Christiania. Ladestedet blev i 1811 slået sammen med ladetstedet Strømsø i Strømsgodset til handelsbyen Drammen. Bragernes blev så en bydel i Drammen.
59°44′39″N 10°12′17″Ø / 59.74417365°N 10.204819°Ø